# Suore annunziate d'Heverlee
Le suore annunziate d'Heverlee (in francese sœurs annonciades d'Heverlee) sono un istituto religioso femminile di diritto pontificio.

## Storia
La congregazione fu fondata a Heverlee, in Belgio, nel 1894 dal canonico di Lovanio Xavier Temmerman (1850-1920) assieme ad alcune postulanti formatesi presso le annunziate di Huldenberg.
Come le religiose di Huldemberg, le suore si considerano figlie di santa Giovanna di Francia, fondatrice dell'Ordine della Vergine Maria.
L'istituto di Heverlee fu reso indipendente nel 1907 dal cardinale Desiré-Joseph Mercier, arcivescovo di Malines, e affidato al governo di madre Alfonsina Hofs, che lo resse fino alla morte nel 1942.

## Attività e diffusione
Le annunziate si dedicano principalmente all'istruzione e all'educazione cristiana della gioventù.
Oltre che in Belgio, sono presenti in Francia, Burundi, Camerun, e Repubblica Democratica del Congo; la sede generalizia è a Heverlee, presso Lovanio.
Alla fine del 2008 la congregazione contava 254 suore in 33 case.